# 라울 아센시오
라울 아센시오 델 로사리오(스페인어: Raúl Asencio del Rosario, 2003년 2월 13일 ~ )는 스페인의 축구 선수로 현재 라리가의 레알 마드리드에서 센터백으로 활약하고 있다.